# Färöischer Fußball-Supercup der Frauen
Der Färöische Fußball-Supercup der Frauen (färöisch: Stórsteypadystur kvinnur), nach dem Sponsor auch Lions-Pokal (färöisch: Lions-steypið) genannt, ist der Wettbewerb im Fußball auf den Färöern zwischen dem Sieger der Färöischen Fußballmeisterschaft sowie des Färöischen Fußballpokals. Der Supercup ist für beide teilnehmenden Mannschaften das erste Pflichtspiel der Saison und wird im März im Tórsvøllur-Stadion in Tórshavn auf Kunstrasen ausgespielt.

## Geschichte
Der Wettbewerb wurde 2007 von der Wohltätigkeits-Organisation Lions Club bei den Männern ins Leben gerufen und seitdem jährlich ausgetragen. Alle erzielten Einnahmen gehen dieser Organisation zugute. Die Geldsumme beläuft sich auf durchschnittlich 50.000 Färöische Kronen. Die Frauen trugen den Supercup zum ersten Mal 2019 aus.

## Modus
Der Sieger wird in einem einzigen Spiel entschieden. Sollte dieses nach 90 Minuten unentschieden stehen, folgt direkt ein Elfmeterschießen.

## Die Endspiele im Überblick
| Jahr | Meister           | Ergebnis       | Pokalsieger   |
| ---- | ----------------- | -------------- | ------------- |
| 2019 | EB/Streymur/Skála | 1:7            | HB Tórshavn 1 |
| 2020 | KÍ Klaksvík       | -:- 2          | HB Tórshavn   |
| 2021 | KÍ Klaksvík       | 4:1            | NSÍ Runavík 3 |
| 2022 | KÍ Klaksvík       | 0:0, 2:4 i. E. | NSÍ Runavík   |
| 2023 | KÍ Klaksvík       | 2:0            | NSÍ Runavík 3 |
| 2024 | KÍ Klaksvík       | 2:1            | NSÍ Runavík   |
| 2025 | NSÍ Runavík       | 1:2            | KÍ Klaksvík 4 |

### Rangliste der Sieger
| Rang | Verein            | Siege | Jahr(e)                | TN |
| ---- | ----------------- | ----- | ---------------------- | -- |
| 1    | KÍ Klaksvík       | 4     | 2021, 2023, 2024, 2025 | 5  |
| 2    | HB Tórshavn       | 1     | 2019                   | 1  |
| 3    | NSÍ Runavík       | 1     | 2022                   | 5  |
| 4    | EB/Streymur/Skála | 0     |                        | 1  |

## Rekorde

### Spiele
| Rang | Spielerin       | Verein                                | Einsätze |
| ---- | --------------- | ------------------------------------- | -------- |
| 1    | Lena Olsen      | NSÍ Runavík (5) EB/Streymur/Skála (1) | 6        |
|      | Rúna Olsen      | NSÍ Runavík (5) EB/Streymur/Skála (1) | 6        |
|      | Heidi Sevdal    | NSÍ Runavík (5) HB Tórshavn (1)       | 6        |
| 4    | Tórunn Joensen  | KÍ Klaksvík                           | 5        |
|      | Malena Olsen    | KÍ Klaksvík                           | 5        |
|      | Sanna Svarvadal | KÍ Klaksvík                           | 5        |

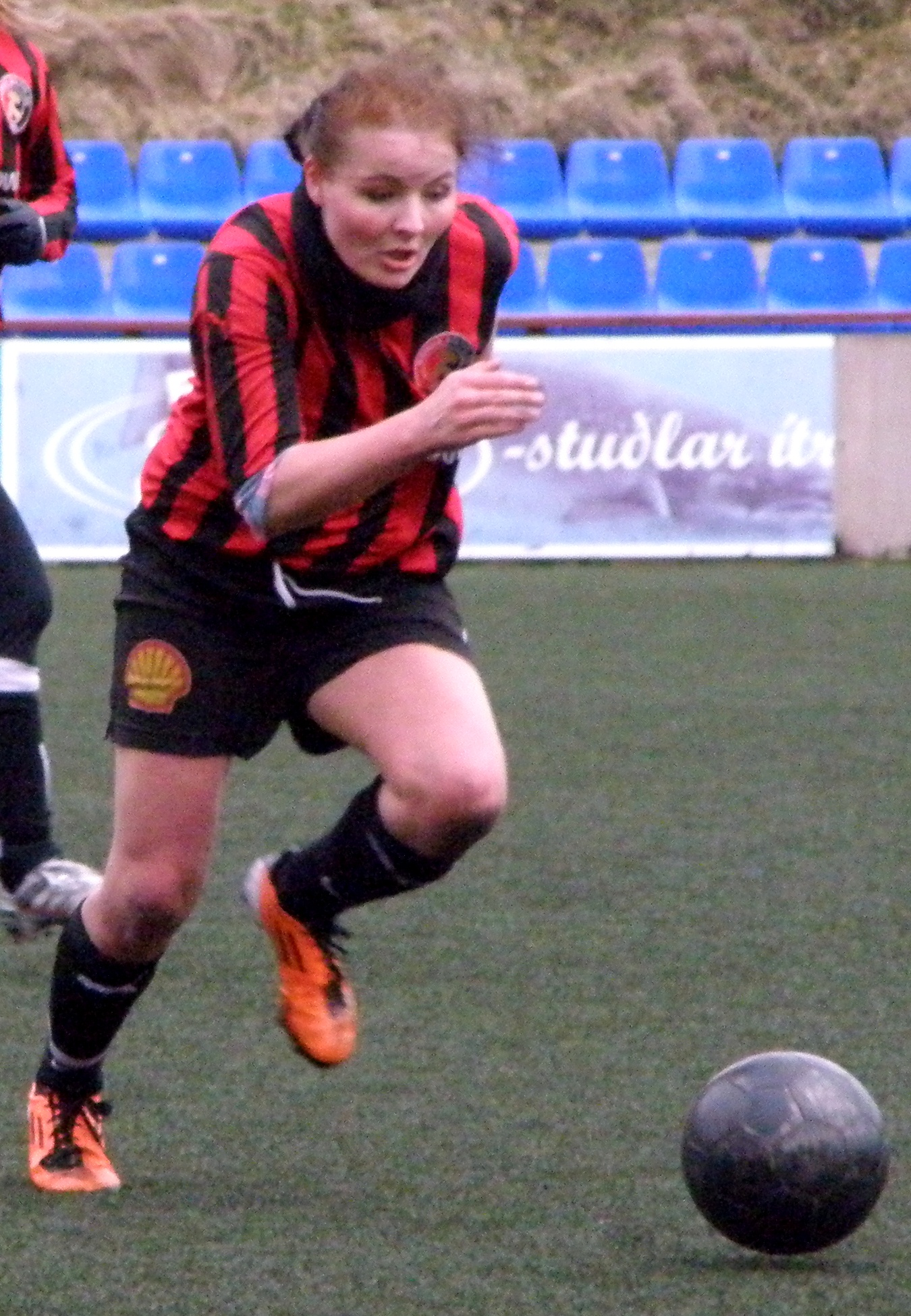
Rekordspielerin und -torschützin Heidi Sevdal

Bei gleicher Anzahl von Spielen sind die Spielerinnen nach dem Nachnamen alphabetisch geordnet.

### Tore
| Rang | Spielerin          | Verein                          | Tore |
| ---- | ------------------ | ------------------------------- | ---- |
| 1    | Eyðvør Klakstein   | KÍ Klaksvík                     | 4    |
|      | Heidi Sevdal       | HB Tórshavn (3) NSÍ Runavík (1) | 4    |
| 3    | Rannvá Andreasen   | KÍ Klaksvík                     | 2    |
|      | Rebekka Benbakoura | HB Tórshavn                     | 2    |
|      | Elmi Isaksen       | HB Tórshavn                     | 2    |
|      | Malena Olsen       | KÍ Klaksvík                     | 2    |

Bei gleicher Anzahl von Treffern sind die Spielerinnen nach dem Nachnamen alphabetisch geordnet.

## Erwähnenswertes
- Rekordsiegerin bei den Spielern sind Tórunn Joensen, Malena Olsen und Sanna Svarvadal, die 2021, 2023, 2024 und 2025 vier Titel mit KÍ Klaksvík gewannen.
- Heidi Sevdal (2019 mit HB Tórshavn, 2022 mit NSÍ Runavík), Rebekka Benbakoura (2019 mit HB Tórshavn, 2023 mit KÍ Klaksvík) und Maria Johansen (2022 mit NSÍ Runavík, 2023 und 2025 mit KÍ Klaksvík) gewannen den Titel mit zwei verschiedenen Vereinen.
- Kristoffer Kvistgaard gewann den Supercup als einziger Trainer zweimal (2023 und 2024).